# Zveza slovenskih društev za boj proti raku
Zveza slovenskih društev za boj proti raku je bilo ustanovljeno leta 1984 s povezavo društev v Sloveniji, ki so delovala na področju onkologije in raka.

## Odlikovanja in nagrade
Leta 1996 je zveza prejela častni znak svobode Republike Slovenije z naslednjo utemeljitvijo: »za izjemne zasluge in petindvajsetletna prizadevanja v boju proti raku ter za drugo humano dejavnost na tem področju«.